# Aglaophamus fossae
Aglaophamus fossae är en ringmaskart som beskrevs av Fauchald 1972. Aglaophamus fossae ingår i släktet Aglaophamus och familjen Nephtyidae. Inga underarter finns listade i Catalogue of Life.